# Gerda Wegenerová
Gerda Marie Fredrikke Wegenerová, rodným jménem Gottliebová (15. března 1886 Haderslev – 28. července 1940 Frederiksberg) byla dánská malířka a ilustrátorka, která proslula svými kresbami dívek v secesním oblečení. Stala se hrdinkou knihy Dánská dívka, již roku 2000 napsal americký spisovatel David Ebershoff, a která byla zfilmována v roce 2015. Ve stejnojmenném filmu Gerdu ztvárnila švédská herečka Alicia Vikanderová. Film i kniha se soustředily na její vztah s transsexuální osobou. Kniha i film nicméně obnovily zájem o její dílo.

## Život
Vyrostla v konzervativní rodině, její otec byl evangelický vikář s hugenotskými kořeny. Měla tři sourozence, ale jen ona přežila do dospělosti. Brzy ukázala výtvarný talent a její rodina se přestěhovala do Kodaně, aby zde mohla vystudovat Královskou dánskou akademii umění (Det Kongelige Danske Kunstakademi).
Již na škole poznala svou životní lásku. Šlo o transgender ženu Lili Elbe, tehdy ještě známou pod jménem Einar Wegener. Vzali se roku 1904, v Gerdiných osmnácti letech. Lili byla častým modelem jejích obrazů dívek v elegantních šatech, jimiž proslula. To, že přeobrazem dívek na jejích obrazech je její manželka, vyšlo najevo prvně roku 1913. Když byla Gerda s Lili na veřejnosti, představovala ji jako Einarovu sestřenici.
Po absolutoriu vyhrála výtvarnou soutěž novin Politiken. Milovala módu a to ovlivňovalo i styl jejích kreseb. V Dánsku s ním nedošla velkého úspěchu, mnohem lépe byla přijata v Paříži, kam se svou manželkou odešla roku 1912, a kde kreslila módní obrázky pro časopisy Vogue, La Vie Parisienne aj. (fotografie byla tehdy v periodicích ještě velmi neobvyklá). V roce 1925 získala cenu v soutěži na Světové výstavě v Paříži. Kreslila i reklamy, ilustrovala knihy a byla též vyhledávanou portrétní malířkou. Spřátelila se se slavnou dánskou balerínou Ullou Poulsenovou, která se stala častým modelem pro její obrazy. Přes Ullu se seznámila i se sochařem Rudolphem Tegnerem. V roce 1930 podstoupila Lili operaci změny pohlaví, jež byla druhou takovou v historii medicíny. Vzhledem k tomu, že dánský zákon v té době neumožňoval manželství mezi dvěma ženami, jejich manželství bylo zrušeno v říjnu 1930. Lili Elbe zemřela krátce na to, v roce 1931, kvůli pooperačním komplikacím.
Ještě v roce 1931 se Gerda vdala za italského důstojníka a diplomata Fernanda Porta, který byl o deset let mladší. Přestěhovala se s ním do Maroka (Marakéše a Casablanky). Pokračovala v malování a podepisovala své obrazy jako Gerda Wegener Porta. S Portou se nicméně rozvedli v roce 1936. V roce 1938 se vrátila do rodného Dánska. Jako malířka zde však znovu nedocházela úspěchu. Žila sama, v zapomnění a živila se malováním pohlednic. Stále více propadala alkoholismu. Zemřela krátce po vstupu německých vojsk do Dánska, roku 1940.